# Saladonus singularis
Genre
Espèce
Saladonus singularis, unique représentant du genre Saladonus, est une espèce d'opilions laniatores de la famille des Gonyleptidae.

## Distribution
Cette espèce est endémique de la province de Santiago del Estero en Argentine. Elle se rencontre vers Matará.

## Description
Le mâle holotype mesure 3 mm.

## Publication originale
- Roewer, 1928 : « Weitere Weberknechte II. (2. Ergänzung der Weberknechte der Erde, 1923). » Abhandlungen der Naturwissenschaftlichen Verein zu Bremen, vol. 26, p. 527–632.